# Ham Seo-hee
Seo Hee Ham albo Seohee Ham (kor. 함서희; ur. 8 marca 1987) – południowokoreańska kick-boxerka i zawodniczka mieszanych sztuk walki (MMA). Otrzymała przezwisko Hamderlei Silva, ponieważ wzoruje swój styl na Wanderlei Silvie Nazwano ją także Arale-chan wskutek tego, że jest podobna do Arale Norimaki z mangi Dr. Slump. W październiku 2016 stoczyła walkę z Danielle Taylor i przegrała ten pojedynek. 23 grudnia 2017 pokonała Jinh Yu Frey przez nokaut w 1. rundzie.